# 金蔵寺 (台東区)
金蔵寺（こんぞうじ）は、東京都台東区にある天台宗の寺院。

## 歴史
1611年（慶長16年）、祐憲によって開山された。1635年（寛永12年）に三田に移転したが、土地が良くなかったことから、天海の口添えにより、現在地に移転した。
1680年（延宝8年）、堀田正信より菩提寺に指定された。以降、堀田家やその家臣の墓が置かれることになった。
昭和期は幼稚園を経営していた。本堂は幼稚園の園舎としても使われてきた。

## 交通アクセス
- 銀座線田原町駅より徒歩約4分（経路案内）。
- 都営地下鉄蔵前駅より徒歩約5分（経路案内）。